# Vesper (Cocktail)

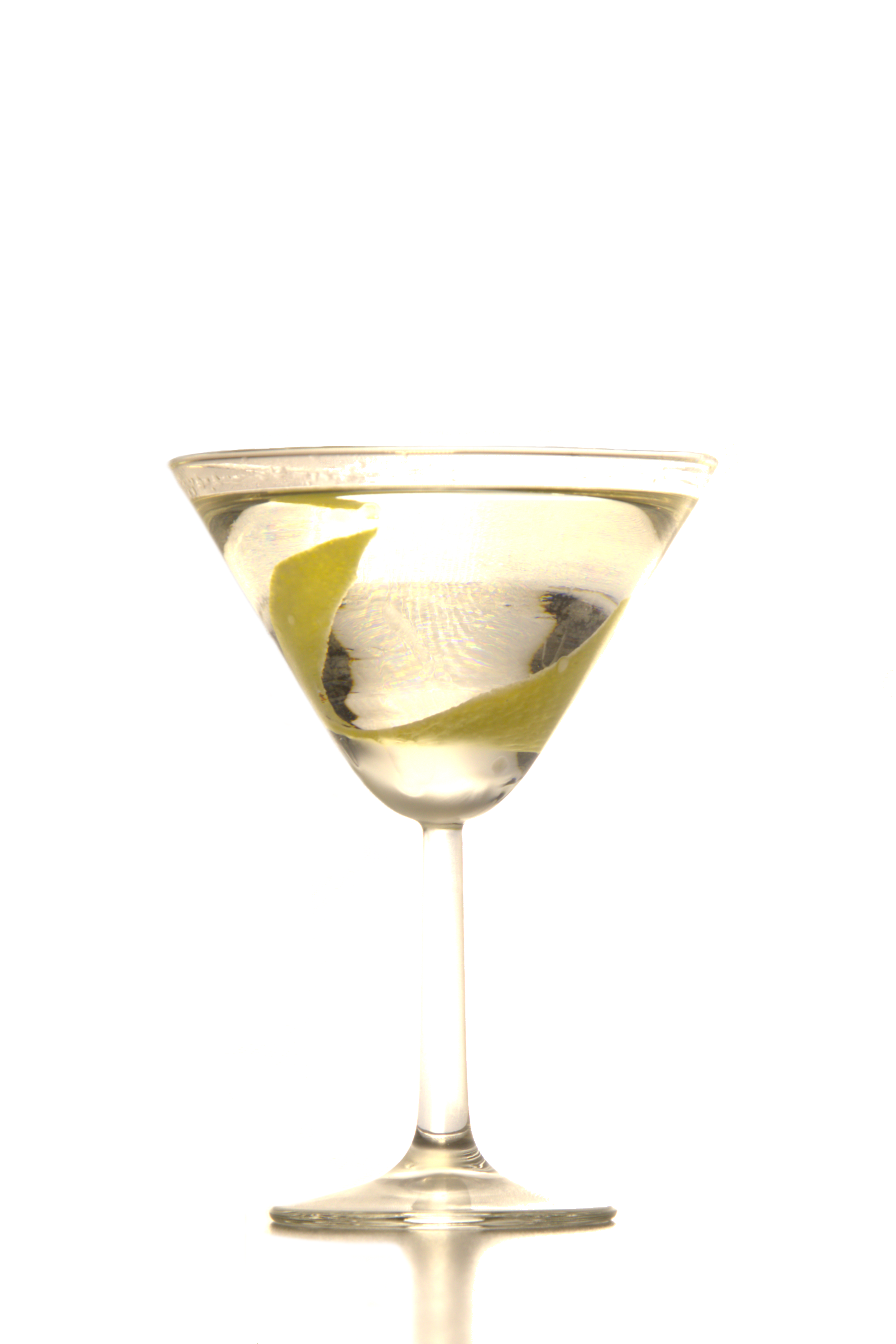
(The) Vesper Cocktail in einem klassischen Martiniglas („Cocktailspitz“).

Vesper, oft auch The Vesper, ist ein Cocktail aus Gin, Wodka, und Kina Lillet. Es handelt sich um eine Variante des Martinis und schmeckt aufgrund des Kina Lillet leicht bitter. Der Autor Ian Fleming erfand den Cocktail für seine Romanfigur James Bond, der ihn im 1953 erschienenen Roman Casino Royale bestellt. Später benennt Bond den Drink nach einer Frau namens Vesper Lynd, in die er sich verliebt hat.

## Beschreibung in Roman und Verfilmung
Im Casino von Royale-les-Eaux trifft Bond am Roulettetisch erstmals auf Felix Leiter von der CIA. Beide wollen anschließend in der Bar ihr erfolgreiches Glücksspiel feiern.

„Bond bestand darauf, Leiter einen Haig-and-Haig ‚on the rocks‘ zu bestellen und blickte dann den Barmann prüfend an. 
‚Einen trockenen Martini‘, sagte er. ‚Nur einen – in einem Sektkelch.‘
‚Oui, Monsieur.‘
‚Einen Moment. Dazu drei Maß Gordon’s, ein Maß Wodka und ein halbes Maß Kina Lillet. Das Ganze gründlich durchschütteln, bis es eiskalt ist, und eine dünne Scheibe Zitronenschale dazu. Mitbekommen?‘
‚Gewiss, Monsieur.‘ Dem Barmann schien das Rezept Spaß zu machen.
‚Menschenskind, wenn das nicht schmeckt‘, sagte Leiter.
Bond lachte. ‚Wenn ich mich – äh – konzentriere,‘ erklärte er, ‚trinke ich vor dem Abendessen nie mehr als ein Glas – das aber muss groß, sehr kräftig, sehr kalt und ordentlich gemacht sein. Für mich gibt es nichts Schlimmeres als kleine Portionen – ganz egal, um was es sich handelt. Dieser Drink ist ein selbst erfundenes Rezept. Ich werde es patentieren lassen, sobald ich einen guten Namen gefunden habe.‘
Er sah aufmerksam zu, wie das tiefe Glas sich beschlug, als die blassgoldene Flüssigkeit hineingegossen wurde, in der einzelne Luftbläschen aufstiegen, die aus dem Shaker stammten. Dann hob er es hoch und nahm einen großen Schluck.
‚Ausgezeichnet‘, sagte er zu dem Barmann. ‚Aber wenn Sie dazu einen Wodka nehmen, der nicht aus Kartoffeln, sondern aus Getreide hergestellt ist, werden Sie merken, dass er noch besser schmeckt.‘
[...]
Leiter war jedoch immer noch mit Bonds Drink beschäftigt. ‚Phantasie haben Sie‘, sagte er vergnügt, als sie sich mit den Gläsern in eine Ecke des Raumes verzogen. Dann dämpfte er seine Stimme. ‚Wie wäre es, wenn Sie das Zeug ‚Molotow-Cocktail‘ nennen würden – nachdem Sie heute Nachmittag ja schon einen serviert bekamen?‘“

Leiter spielt damit auf den Sprengstoffanschlag an, den Bond an diesem Tag bereits überlebt hat. Beim Abendessen mit Bond stellt sich die ihm zugewiesene Assistentin Vesper Lynd erstmals mit ihrem Vornamen vor. Sie erläutert die Hintergründe, die ihre Eltern zur Wahl dieses Vornamens gebracht hatten und sagt, dass er einigen Leuten gefalle, anderen nicht. Bond geht darauf ein:

„‚Ich finde ihn schön‘, sagte Bond. Plötzlich kam ihm ein Gedanke. ‚Würden Sie ihn mir leihen?‘ Er erklärte ihr die Geschichte mit dem von ihm selbst erfundenen Martini und seiner Suche nach einem passenden Namen. ‚Vesper‘, sagte er nachdenklich. ‚Das klingt wunderbar und sehr passend zu der blauen Stunde, in der mein Cocktail jetzt in der ganzen Welt getrunken wird. Kann ich den Namen okkupieren?‘
‚Wenn ich den Drink probiert habe‘, versprach sie. ‚Es klingt nach etwas, auf das man stolz sein kann.‘“

In der Verfilmung von 2006 lässt sich Bond den Barmann an den Spieltisch kommen und bestellt wörtlich: „Einen trocknen Martini!“ Der Barmann sagt „Oui Monsieur!“ und will sich bereits zum Gehen wenden, als Bond hinzufügt: „Warten Sie. Mit drei Teilen Gordon’s, einem Teil Wodka, einem Schuss Kina Lillet; schütteln Sie es mit Eis und geben Sie einen Streifen Zitronenschale dazu.“ Die anderen Spieler schließen sich zum Teil seiner Bestellung an, wobei Leiter hinzufügt: „Mein Freund, bringen Sie mir auch einen, aber ohne das Gemüse!“ („keep the fruit“). Die Zubereitung des Drinks wird nicht gezeigt. Bond probiert den Drink später an der Bar aus einem klassischen Y-förmigen Martiniglas und findet: „Also der ist gar nicht mal schlecht. Ich muss mir einen Namen dafür ausdenken.“ Dabei schaut er zu Vesper Lynd (dargestellt von Eva Green).

## Moderne Rezeptur und Varianten
Heute wird anstelle des Sektkelches meist ein Martiniglas verwendet, diese sind inzwischen größer als 1953. Außerdem wird der Drink gern gerührt und nicht geschüttelt, damit er klar bleibt. Bei den Zutaten sind einige Anpassungen nötig. So ist der originale Kina Lillet heute praktisch nicht mehr erhältlich, da die Rezeptur 1986 stark abgeändert wurde und der seitdem produzierte Lillet Blanc wesentlich weniger bitter schmeckt. Als Ersatz kann Lillet Blanc 1:1 mit dem in Deutschland nur selten erhältlichen China Martini gemischt werden. Den bitteren Geschmack des Kina Lillet kann man Lillet Blanc aber auch hinzufügen, indem man ihn mit wenigen Spritzern von Angostura, Orangenbitter und einer Prise Chininpulver ergänzt. Für den Alkoholgehalt und Geschmack damaliger roggenbasierter Wodkas kann beispielsweise Stolichnaya Blue verwendet werden. Gordon’s Gin wurde zwischenzeitlich mehrfach in der Rezeptur verändert, daher empfiehlt sich heute zum Beispiel ein Tanqueray London Dry. Einige Bond-Fans bevorzugen Boodle’s British Gin, benannt nach Boodle’s, einem Gentlemen’s Club, in dem Ian Fleming Mitglied war.
Seit 2011 wird der Cocktail in der Liste der Offiziellen IBA-Cocktails der International Bartenders Association unter den „Contemporary Classics“ geführt. Dieses Rezept besteht demnach aus 4,5 cl Gin, 1,5 cl Wodka und 0,75 cl Lillet Blanc. Die Zutaten werden auf Eis geschüttelt und (ohne Eis) in eine vorgekühlte Cocktailschale abgeseiht, dekoriert wird mit einer dünnen Spirale aus Zitronenschale.
Durch Verwendung von Absinth anstelle des Kina Lillet erhält man die Variante Green Vesper.